# 昭和 (宇都宮市)
昭和（しょうわ）は、栃木県宇都宮市の町名。現行行政地名は昭和一丁目から昭和三丁目。全区域で住居表示実施済み。郵便番号は320-0032（宇都宮中央郵便局管区）。

## 地理
市内中心部の南、釜川東岸に位置する。北で東戸祭一丁目、東で塙田一丁目・五丁目、南で本町、西で清住一丁目、北西で戸祭元町と隣接する。市内中心街の一部であり、東に隣接する塙田に県庁を始め県の機関が多いことから、関連公共機関や県報道企業が集中している。

### 河川
- 釜川 - 上釜川橋・清塙橋・優橋が架かる。

### 地価
住宅地の地価は、2014年（平成26年）1月1日に公表された公示地価によれば、昭和2-5-24の地点で10万1000円/m2となっている。

## 歴史
旧町名においては塙田町の一部である。

### 沿革
- 1886年（明治19年） - 河内郡塙田村が塙田町に改称。
- 1889年（明治22年）4月1日 - 町村制施行。河内郡塙田町は宇都宮町の一部となり、河内郡宇都宮町塙田町となる。
- 1896年（明治29年）4月1日 - 宇都宮町が市制施行。宇都宮市塙田町となる。
- 1964年（昭和39年）9月30日 - 住居表示実施により宇都宮市塙田町の一部が昭和一・二丁目として分立[2]。
- 1974年（昭和49年）4月1日 - 住居表示実施により宇都宮市塙田町・戸祭町の一部が昭和三丁目として分立[3]。

### 町名の変遷
| 実施後     | 実施年月日                | 実施前（各町ともその一部） |
| ---------- | ------------------------- | -------------------------- |
| 昭和一丁目 | 1964年（昭和39年）9月30日 | 塙田町                     |
| 昭和二丁目 | 1964年（昭和39年）9月30日 | 塙田町                     |
| 昭和三丁目 | 1974年（昭和49年）4月1日  | 塙田町、戸祭町             |

## 世帯数と人口
2017年（平成29年）7月31日現在の世帯数と人口は以下の通りである。
| 丁目       | 世帯数  | 人口  |
| ---------- | ------- | ----- |
| 昭和一丁目 | 55世帯  | 106人 |
| 昭和二丁目 | 136世帯 | 260人 |
| 昭和三丁目 | 101世帯 | 184人 |
| 計         | 292世帯 | 550人 |

## 小・中学校の学区
市立小・中学校に通う場合の学区は以下の通りとなる。
| 町丁       | 小学校               | 中学校                 |
| ---------- | -------------------- | ---------------------- |
| 昭和一丁目 | 宇都宮市立昭和小学校 | 宇都宮市立星が丘中学校 |
| 昭和二丁目 | 宇都宮市立昭和小学校 | 宇都宮市立星が丘中学校 |
| 昭和三丁目 | 宇都宮市立昭和小学校 | 宇都宮市立星が丘中学校 |

## 交通

### 路線バス
- 関東バス西塙田経由宝木団地線、戸祭台循環線
  - 「西塙田町」「昭和小前」の各バス停を経由。

### 道路
- 栃木県道64号宇都宮向田線（県庁西通り）
- 県庁前通り

## 施設
昭和一丁目
- 宇都宮中央警察署県庁前交番
- 栃木県公館
- 栃木県自治会館
- 下野新聞社本社
- 日本経済新聞社宇都宮支局
- 栃木県獣医師会[5]

昭和二丁目
- 栃木県庁北庁舎2号館
- 宇都宮税務署
- 宇都宮学園上野記念館
- とちぎテレビ本社
- 栃木放送本社[6]

昭和三丁目
- 栃木県舗装会館
- しもつけ会館[7]
  - 栃木県交通安全協会[7]